# Thrill of the Feel
| Оценки критиков | Оценки критиков |
| Источник        | Оценка          |
| --------------- | --------------- |
| VGMO            | 4/5             |

Thrill of the Feel (с англ. — «Трепет ощущений») — дебютный студийный альбом группы Crush 40. Он был выпущен под оригинальным названием группы «Sons of Angels» компанией Victor Entertainment для японского рынка. Это был единственный альбом, который они выпустили под своим оригинальным названием «Sons of Angels». Он содержит песни, которые были представлены в аркадной гоночной игре NASCAR Arcade 2000 года. Это смесь как вокальных, так и инструментальных треков. В альбоме также была включена тема игры 1998 года Sonic Adventure песня «Open Your Heart» в качестве бонус-трека. Альбом был выпущен только в Японии. Позже, в 2003 году группа выпустила одноимённый альбом под названием Crush 40, который был выпущен на международном уровне и содержал все песни с этого альбома, за исключением инструментальных треков.
Песня «Into the Wind» позже была включена в два последующих альбома (Crush 40 и The Best of Crush 40: Super Sonic Songs), а также в саундтрек к видеоигре Sonic & Sega All-Stars Racing для Nintendo DS. В версиях для старших консолей в файлах игры можно найти песню «Revvin’ Up», однако в самой игре она нигде не встречается. Песню «Watch Me Fly…» группа исполняла на Summer of Sonic 7 августа 2010 года.

## Список композиций
Слова и музыка всех песен — Дзюном Сэноуэ, кроме отмеченных.
| №                   | Название                                   | Текст песни                   | Музыка                      | Альтернативное название                  | Длительность |
| ------------------- | ------------------------------------------ | ----------------------------- | --------------------------- | ---------------------------------------- | ------------ |
| 1.                  | «The Star-Spangled Banner» (Instrumental)  | —                             | Джон Стаффорд Смит          | スター・スパングルド・バナー             | 1:21         |
| 2.                  | «Dangerous Ground»                         |                               |                             | デンジャラス・グラウンド                 | 2:31         |
| 3.                  | «Into the Wind»                            |                               |                             | イントゥ・ザ・ウィンド                   | 4:28         |
| 4.                  | «Fill It Up» (Instrumental)                | —                             |                             | フィル・イット・アップ                   | 2:29         |
| 5.                  | «Revvin' Up»                               |                               |                             | レヴィン・アップ                         | 4:34         |
| 6.                  | «Rush into the Crazy World» (Instrumental) | —                             |                             | ラッシュ・イントゥ・クレイジー・ワールド | 0:47         |
| 7.                  | «In the Lead»                              |                               |                             | イン・ザ・リード                         | 4:01         |
| 8.                  | «Watch Me Fly...»                          | Джонни Джиоэли                |                             | ウォッチ・ミー・フライ...                | 5:09         |
| 9.                  | «On the Road Again» (Instrumental)         | —                             |                             | オン・ザ・ロード・アゲイン               | 1:40         |
| 10.                 | «Fuel Me»                                  | Джонни Джиоэли                |                             | フュエル・ミー                           | 2:43         |
| 11.                 | «When the Sun Goes Down» (Instrumental)    | —                             |                             | ホエン・ザ・サン・ゴーズ・ダウン         | 1:49         |
| 12.                 | «All the Way»                              |                               |                             | オール・ザ・ウェイ                       | 4:07         |
| 13.                 | «Open Your Heart» (Bonus Track)            | Дзюн Сэноуэ и Такахиро Фукада | Дзюн Сэноуэ и Кэнъити Токои | オープン・ユア・ハート                   | 5:11         |
| Общая длительность: | Общая длительность:                        | Общая длительность:           | Общая длительность:         | Общая длительность:                      | 40:50        |

## Участники записи

### Sons of Angels (Crush 40)
- Дзюн Сэноуэ — гитары, бэк-вокал в треке 2, аранжировки, продюсер, композитор
- Джонни Джиоэли — вокал на всех треках кроме 1, 4, 6, 9, 11
- Наото Сибата — бас-гитара
- Хироцугу Хомма — ударные

### Дополнительные музыканты
- Юкио Морикава — бэк-вокал в треке 2
- Кадзухидэ Широта — соло-гитара на треках 6 и 12
- Ютака Минобэ — клавишные на треке 8

### Технический персонал
- Хирокадзу Акаси, Веном, Стэн Катаяма — звукорежиссёры, инженеры по мастерингу
- Еситада Мия и Масахиро Фукухара — звукорежиссёры
- Исао Кикути — мастеринг-инженер из Warner Music
- Джон Крупп, Трэвис Смит, Савако Согабе — ассистенты инженера
- Патрик Шевелин и Еситада Мия— ассистенты инженера на песне «Open Your Heart»
- Фумиэ Куматани — звуковые эффекты на песне «Open Your Heart»
- Сейго Хориучи и Кирк Маетани — A&R-менеджеры
- Хиротака Мачида — продвижение
- Марико Такеда и Хирофуми Иванага — юридические и деловые вопросы
- Томоко Миура — дизайн обложки
- Акико Тасаки — графический дизайн
- Цугу Вада — фотограф

## Факты
- Используемый шрифт на обложке — Impact
- В качестве фона обложки служит фото Closest: Sozaijiten Vol.5 Sky, SE037.[3]
- Это единственный альбом группы, где присутствуют инструментальные треки. Их можно обнаружить на первых двух сольных альбомах Дзюна Сэноуэ, которые вышли в 2009[4] и в 2016 годах.
- Это единственный альбом Crush 40, на обложке которого изображена гитара Дзюна Сэноуэ. Также отчётливо видно, какая компания сделала гитару — ESP.